# Polyfill
En programmation web, un polyfill aussi nommé shim,, ou encore prothèse d'émulation désigne un palliatif logiciel implémentant une rétrocompatibilité d’une fonctionnalité ajoutée à une interface de programmation dans des versions antérieures de cette interface. Il s’agit généralement d’ensembles de fonctions, le plus souvent écrites en JavaScript ou en Flash, permettant de simuler sur un navigateur web ancien des fonctionnalités qui n’y sont pas nativement disponibles. Par exemple, accéder à des fonctions HTML5 et CSS polyfill sur des navigateurs ne proposant pas ces fonctionnalités.

## Historique
Le terme a été forgé en 2009 par Remy Sharp, un programmeur, entrepreneur et conférencier britannique. Le nom provient d'une marque de résine permettant de boucher des trous dans la maçonnerie et dans des objets usuels, Polyfilla.

## Exemples

### HTML5 Shiv
Avec HTML5 Shiv :
```
<!--[if lt IE 9]>

<script src="path/to/html5shiv.js"></script>

<![endif]-->

```

### -prefix-free
```
<
link
 
rel
=
"stylesheet"
 
href
=
"/css/styles.css"
>

<
script
 
src
=
"/path/to/prefixfree.min.js"
></
script
>

```

### Selectivizr
```
<
script
 
type
=
"text/javascript"
 
src
=
"/path/to/jquery.min.js"
></
script
>

<!--[if (gte IE 6)&(lte IE 8)]>

  <script type="text/javascript" src="/path/to/selectivizr-min.js"></script>

  <noscript><link rel="stylesheet" href="/path/to/fallback-styles.css" /></noscript>

<![endif]-->

```

### Flexie
```
<
script
 
src
=
"/path/to/jquery.min.js"
></
script
>

<
script
 
src
=
"/path/to/flexie.min.js"
></
script
>

```

### CSS3 PIE
En CSS3 PIE (Progressive Internet Explorer) :
```
.
box
 
{

    
border-radius
:
 
8
px
 
8
px
 
0
 
0
;

    
box-shadow
:
 
#666
 
0
px
 
2
px
 
3
px
;

    
behavior
:
 
url
(
/path/to/PIE.htc
);

}

```

### JSON2.js
```
<
script
>

if
 
(
!
window
.
JSON
)
 
{

  
document
.
write
(
'<script src="path/to/json2.js"><\/script>'
);

}

</
script
>

```

### es5-shim
```
<
script
 
src
=
"/path/to/es5-shim.min.js"
></
script
>

```

### FlashCanvas
```
<!--[if lt IE 9]>

<script src="/path/to/flashcanvas.js"></script>

<![endif]-->

```

### MediaElement.js
```
<
link
 
rel
=
"stylesheet"
 
href
=
"/path/to/mediaelementplayer.min.css"
>

<
script
 
src
=
"/path/to/jquery.js"
></
script
>

<
script
 
src
=
"/path/to/mediaelement-and-player.min.js"
></
script
>

```

### Webshims Lib
```
<
script
 
src
=
"/path/to/jquery.min.js"
></
script
>

<
script
 
src
=
"/path/to/js-webshim/minified/extras/modernizr-custom.js"
></
script
>

<
script
 
src
=
"/path/to/js-webshim/minified/polyfiller.js"
></
script
>

<
script
>

    
// Load all supported polyfills, if the browser needs them:

    
$
.
webshims
.
polyfill
();

</
script
>

```